# Beaumont (région naturelle)
Pour les articles homonymes, voir Beaumont.
Le Beaumont  est une région naturelle française située dans les Alpes du Nord, aux confins des départements de l'Isère et des Hautes-Alpes, entre moyenne et haute montagne. La région s'étend le long du Drac et s'appuie au nord sur le versant occidental du massif des Écrins, et au sud sur le massif du Dévoluy.

## Géographie

### Topographie
Le Beaumont est compris entre la vallée de la Bonne, au nord et à l'est, et celle du Drac au sud-ouest. Profondément marqué par l'échancrure du Drac, le Beaumont se présente sous forme de deux bandes de terrasses dont l'altitude est comprise entre 750 et 900 m et qui s'appuient au nord sur les flancs du mont Chauvet, du mont de Rousse et de la Côte Rouge, et au sud sur ceux de l'Obiou et de l'Aiguille, taillés dans les calcaires du massif préalpin du Dévoluy. Corps, située au-dessus du lac du Sautet, en est la capitale. Ce petit pays comprend la vallée moyenne du Drac de Corps jusqu'à la confluence de la Bonne. Dépression assez bien cultivée et en partie noyée par le lac du Sautet, elle est historiquement irriguée par de petits canaux dont les principaux sont ceux de Pellafol et de Beaumont. Elle est dominée au sud par l'imposante muraille de l'Obiou (2 793 m d'altitude). Étape sur la route Napoléon, Corps est aussi le point de départ des pèlerins qui montent à Notre-Dame de La Salette, à 1 770 m dans le site très sauvage d'un cirque de montagne.

### Climat
Le Beaumont bénéficie de l'influence d'un climat semi-méditerranéen.

## Histoire
« Beaumont. On appelle ainsi une vallée qui est le prolongement de celle de la Mateysine, dont la direction incline du nord-ouest au sud-est, et dont la température est beaucoup plus douce ; il paraît que cette différence, dont on aperçoit les effets, surtout dans les productions du pays, est produite par une montagne qui sépare ces deux vallons. Tel est assez probablement le motif nour lequel on l'aura appelée Beaumont, nom qui se sera étendu à toute la contrée, quoiqu'il y en ait une partie dont le climat soit moins doux que celui des autres. Les communes dont est composé le Beaumont, sont Saint-Laurent, Saint-Michel, la Salle, Quet et Sainte-Luce ; c'est la dernière qui est la plus froide. Il faut aussi remarquer que la montagne où elle est située divise le Beaumont en deux petites vallées, dont l'une, à l'ouest, comprend le territoire de Quet, et l'autre, à l'est, une partie de celui de Saint-Michel. Il y a eu en Dauphiné une maison de Beaumont, dont était le fameux baron des Adrets ; mais les nobiliaires n'annoncent point qu'elle ait possédé le canton précédent, de sorte que la dénomination paraît, ainsi qu'on l'a dit, dériver des circonstances locales. »
— Jacques Champollion-Figeac, Extrait de l'Annuaire du Département de l'Isère, années 1811 et 1812, Rapport rédigé en 1810, sur la demande de Joseph Fourier, préfet de l'Isère, pour être adressé au ministre de l'intérieur

## Économie
Le Beaumont a une économie partagée entre agriculture et tourisme.

## Patrimoine

### Langue
Historiquement, le Beaumont appartient à la zone de parlers occitans de type vivaro-alpins.

### Tourisme
- Le sanctuaire de Notre-Dame de la Salette est le deuxième pèlerinage catholique en France après celui de Lourdes. Avec de grands rassemblements les 15 août et 19 septembre toutes les années.
- La chapelle Notre-Dame-des-Sept-Douleurs dans le cimetière canadien des victimes de l'accident d'avion sur la Grande Tête de l'Obiou.

## Personnalités liées au Beaumont
- Mélanie Calvat
- Maximin Giraud